# Sharp On All 4 Corners: Corner 2
Sharp On All 4 Corners: Corner 2 è il ventiquattresimo album del rapper statunitense E-40. Pubblicato il 9 dicembre 2014 assieme a Sharp On All 4 Corners: Corner 1 sotto l'etichetta Heavy On The Grind Entertainment, vede la partecipazione di Ludacris, Mack 10, Ty Dolla Sign e B-Legit.
L'album entra nella Billboard 200 e tra le top venti delle classifiche degli album R&B/Hip-Hop, rap e indipendenti.
| Recensione | Giudizio |
| ---------- | -------- |
| AllMusic   | [ 1 ]    |

## Tracce
1. It's the First (featuring Cousin Fik & Turf Talk) – 3:32 (musica: Mike Free)
2. That's Right (featuring Ty Dolla Sign) – 2:56 (musica: Mike Free)
3. Bass Rocks – 3:21 (musica: Livin Proof)
4. Sellin' Dope Ain't Fun (featuring Mack 10) – 4:31 (musica: Rick Rock)
5. Real Nigga (featuring Kirko Bangz) – 4:06 (musica: Willy Will)
6. Quit Hatin' – 3:50 (musica: Rick Rock)
7. Heavy In the Game (featuring B-Legit) – 3:53 (musica: Johnny Versace)
8. Bout' To Pour Up – 3:30 (musica: Droop-E)
9. Baddest In the Building (featuring Dej Loaf & Luigi The Singer) – 3:19 (musica: Disko Boogie)
10. Sleep (featuring Ludacris & Plies) – 4:36 (musica: Shonuff)
11. Real Game For a Player – 3:51 (musica: Sam Bostic)
12. Jumpin' Like Mine (featuring Cousin Fik & Work Dirty) – 3:45 (musica: Antonio Beats, Droop-E)
13. Street Sense (featuring Cousin Fik & Choose Up Cheese) – 3:43 (musica: Fastraks)
14. Give Me Love – 4:09 (musica: Clinton Sands)

Durata totale: 53:02

## Classifiche

### Classifiche settimanali
| Classifica (2014)         | Posizione massima |
| ------------------------- | ----------------- |
| Stati Uniti               | 197               |
| US Independent Albums     | 13                |
| US Top R&B/Hip-Hop Albums | 19                |
| US Top Rap Albums         | 12                |